# Rabih Kayrouz
Rabih Kayrouz, né en 1973 au Liban, est un styliste et couturier libanais, fondateur de la marque « Rabih Kayrouz », créée à Beyrouth et établie à Paris depuis 2008.

## Présentation
Sa vocation précoce le pousse à quitter sa terre natale dès l’âge de seize ans pour suivre à Paris les cours de l'école de la Chambre Syndicale de la Couture Parisienne,.
En 1995, après un passage de quelques mois au sein des ateliers des Maisons Dior  et Chanel, il est de retour à Beyrouth et souhaite « participer à la reconstruction de mon pays » explique-t-il. Quatre ans plus tard il fonde dans la capitale libanaise l'entreprise qui porte son nom et se voit alors reconnu entre autres pour ses robes de mariée.
2008 signe le retour du créateur à Paris, encouragé par Didier Grumbach. Il choisit  d’établir sa propre maison au 38, boulevard Raspail dans le 7e arrondissement,.
Depuis 2009, il est « Membre invité » de la Chambre Syndicale de la Couture Parisienne, qui l’inscrit chaque année au calendrier officiel des défilés de haute couture, jusqu'en 2012 ou il abandonne l’appellation « Couture » pour se consacrer au prêt-à-porter, allant jusqu'à participer à une collection capsule pour la marque de vente par correspondance La Redoute.
En 2013, il est nommé Chevalier de l’ordre des Arts et des Lettres, au titre de la promotion des personnalités étrangères, par la ministre française de la Culture, Aurélie Filippetti.
Il faudra attendre janvier 2016 pour que Rabih Kayrouz se relance dans une démarche « Couture », en étant de nouveau membre invité de la Chambre Syndicale de la Haute Couture. Il ouvrira alors la Fashion Week en janvier 2016.
Mais c’est finalement en octobre 2017 que Rabih Kayrouz ouvre un second atelier, destiné au prêt-à-porter sur mesure et à des pièces « Coutures » uniques. Il présenta, en janvier 2018, des pièces Coutures lors de son défilé à la cathédrale américaine de Paris avenue George V. Une présentation où il fit défiler la journaliste Sophie Fontanel, l’influenceuse libanaise Noor Farès ou encore l’Étoile Marie Agnès Gillot. L'année suivante il intègre le calendrier officiel de la haute couture.
Au printemps 2022 il collabore avec Eres pour une collection de maillots de bain.

### Source
- Charlotte Brunel (photogr. Stéphane Lagoutte), « Rabih Kayrouz : à fleur de femme », Challenges, no 732,‎ 3 mars 2022, p. 68 à 70 (ISSN 0751-4417).